# Rasmus Sørensen (politiker, 1799-1865)
 For alternative betydninger, se Rasmus Sørensen. (Se også artikler, som begynder med Rasmus Sørensen)
Rasmus Møller Sørensen (født 8. marts 1799 i Jelling, død 23. maj 1865 i København) var en dansk politiker, skolelærer og lægprædikant. Ramus Sørensen var en af hovedmændene i den religiøse vækkelsesbevægelses opgør med statskirken i 1830-erne og 1840-erne. Desuden var han fra begyndelsen af 1840-erne en del af bondebevægelsen, som arbejdede for at forbedre retsforholdene for bønderne.

## Opvækst og uddannelse
Rasmus Sørensen blev opkaldt efter sognepræsten, den senere biskop Rasmus Møller. Han blev født i små kår i Jelling, hvor skolekommissionen var imponeret over hans viden og talegaver. Takket være velyndere kunne Rasmus Sørensen uddanne sig til lærer ved Vesterborg Seminarium i perioden 1816-1818. Under opholdet på seminariet blev han inspireret af oplysningstankernes sociale og pædagogiske idealer, som kom til at præge hans lærergerning og forfatterskab. Under sin ansættelse i Brandstup på Lolland udsendte han sit første skrift i 1826 Ansgarius. Det førte til at han året efter blev ansat som lærer i Venslev, som hørte under oplysningsmanden F. A. Holsteins gods. Denne stilling fastholdt han indtil 1844, samtidig med at han deltog i den offentlige debat om religiøse, sociale og politiske emner.

## Religiøs vækkelse
Sideløbende med sin lærergerning i Venslev trådte Sørensen i karakter som ledende figur for den religiøse lægmandsbevægelse i det sydvestlige Sjælland sammen med den fynske vækkelsesprædikant Rasmus Ottesen, som havde købt en fæstegård af Holstein. Engagementet i de religiøse spørgsmål var i høj grad præget af N.F.S. Grundtvig, som han også havde personlig kontakt med. I sit virke i den religiøse lægmandsbevægelse arbejdede Sørensen for et opgør med statskirken, som i det enevældige samfundssystem havde monopol på udlægning af kristendommen. De religiøse vækkelsesbevægelsers udfordring af statskirkens stilling blev derfor ikke uden videre accepteret af enevælden. Da han i 1833 blandede sig i en offentlig teologisk konflikt mellem forskellige fløje i præstestanden blev Sørensen idømt en bødestraf for sin rolle i konflikten. Centralmagten søgte på andre måder at dæmpe udbredelsen af religiøse vækkelsesgrupper, bl.a. ved at indskærpe en gammel bestemmelse fra 1741 om at religiøse sammenslutninger skulle anmelde deres møder til den lokale præst. De fleste medlemmer af den religiøse lægmandsbevægelse var bønder. Udover at udfordre statskirkens monopol på udlægningen af kristendommen var vækkelserne også med til at udvikle bøndernes selvforståelse. Bønderne blev opfordret til at tage selvstændig stilling i religiøse spørgsmål, som ofte også havde politiske undertoner.

## Politisk virke
Omkring 1840 fik Rasmus Sørensen kontakt med den nationalliberale politiker Orla Lehmann. Det var først og fremmest sociale spørgsmål inden for bondestanden, der optog Sørensen i disse år. Rasmus Sørensen havde konstant økonomiske problemer, men i de samme år mødte han på Lolland grev F.M. Knuth, som selv interesserede sig for at opbygge en bevægelse i bondestanden nedefra. I 1842 indgik grev Knuth og Rasmus Sørensen en "overenskomst", som betød at Sørensen kunne opgive sit embede og blive agitator på fuld tid. Samme år oprettede han sammen med skomager J.A. Hansen ugebladet Almuevennen, som blev et organ for den sjællandske bondebevægelse. Allerede i 1843 trådte Sørensen ud af redaktionen, men han fortsatte med at levere artikler til Almuevennen i årene efter, hvor han bl.a. pegede på lejehusmændenes vanskelige kår. Sørensens politiske indflydelse i årerne op til grundlovens vedtagelse i 1849 blev grundlagt på hans mange rejser rundt i landet, hvor han bl.a. indsamlede underskrifter til kongen til fordel for bøndernes forhold. Her krævede han afløsning af hoveri og fæste samt at værnepligten, som da kun gjaldt bønderne, skulle udstrækkes til at omfatte alle. Den sjællandske bondebevægelse viste for alvor sin styrke den 30. juni 1845 ved et stort folkemøde på Ulkestrup mark, hvor otte tusinde bønder mødte op for bl.a. at høre Sørensen tale. På dette tidspunkt var hans indflydelse dog dalende. På baggrund af Sørensens arbejde for bøndernes frigørelse blev Bondevennernes Selskab dannet i maj 1846 med nationalliberale folk i spidsen, men da Sørensen var vanskelig at samarbejde med, besluttede de nationalliberale at isolere ham og det endte med et brud mellem ham og Bondevennernes selskab. Samtidig mistede Sørensen også grev Knuths støtte, da han i sin agitation begyndte at angribe godsejernes skatteprivilegier.

## Efter grundloven 1849
Efter at være faldet i Nørre Sundby ved valget til den grundlovgivende forsamling blev han folketingsmedlem for Sæbykredsen 1849-52, men i Folketinget var han en isoleret skikkelse. Dog rejste han atter om og agiterede nu for det af ham oprettede Folkevenner-selskab; men da han kun så ringe frugt af sit arbejde i befolkningen, udvandrede han i 1852 til Wisconsin, hvor flere af hans børn var bosat.
Siden besøgte han Danmark flere gange. Sidste gang var i optaken til krigen i 1864, hvor han samlede underskrifter på en appel til kongen om at ophæve Novemberforfatningen. Den blev standset af myndighederne, som bragte ham i politiforhør, fordi bønskriftet ikke angav bogtrykkerens navn. Derefter skrev han en rasende pjece Hvad bør det Folket i Danmark at tænke og gjøre i denne ulykkelige Krigstid? Pjecen var et ætsende angreb på de nationalliberale. Han karakteriserede deres politik som ”Eiderædernes” krigsprovokerende politik. Som gammel vækkelsesprædikant mobiliserede han profeterne Jeremias og Ezekiel mod konseilspræsidenten, biskop D.G. Monrad. Rasmus Sørensen nåede at opleve det forsmædelige nederlag ved krigen i 1864, inden han døde af mavekræft i København 1865.

## Højskole
Rasmus Sørensen oprettede i 1849 den første folkehøjskole nord for Kongeåen i Uldum ved Vejle

## Udgivelser
- Ansgarius eller en kort eenfoldig Historie, for Børn og Almue, om Christendommens første Indførelse iblandt vore hedenske Forfædre, 1826 Link til digital udgave
- Mit Levnetsløb, og dets levende Berørelse med Almueskolens Historie i Danmark i indeværende Aarhundredes første Halvdeel, 1847 Link til digital udgave
- Hvad bør det Folket i Danmark at tænke og gjøre i denne ulykkelige Krigstid?, 1864 Link til digital udgave